# Торпедо (стадион, Шадринск)
«Торпе́до» — спортивный стадион, расположенный в городе Шадринск, Курганская область, Россия. Введён в эксплуатацию в 1941 году, вместимость стадиона 5000 зрителей.
Собственником стадиона «Торпедо» со времен его постройки являлся Шадринский автоагрегатный завод. Но в 2009 году собственником стадиона стала администрация города Шадринска. Также кроме футбольного поля на многофункциональном стадионе «Торпедо» в 1970-е годы был возведен спортивный павильон и хоккейный корт, а в 1995 году был построен спортивный зал для игровых видов спорта. Последняя реконструкция затронула освещение и покрытие беговых дорожек.
Все спортивные объекты стадиона «Торпедо»:
- Футбольное поле с естественным травяным покрытием площадью 7000 м²;
- 6 беговых дорожек (покрыты современным эластичным покрытием) длинной 400 м;
- Сектор для прыжков в длину;
- Сектор для толкания ядра;
- Хоккейный корт площадью 1800 м²;
- Спортивный зал для игровых видов спорта (баскетбол, мини-футбол, теннис, волейбол) площадью 648 м².

А также в Шадринске на стадионе «Торпедо» проходит чемпионат России по спидвею.

## Адрес
- Россия, Курганская область, г. Шадринск, ул. Октябрьская 101.